# Lucille George-Wout
Lucille Andrea George-Wout (sinh năm 1950)  là một chính trị gia người Curaçao, từng là Thống đốc của Curaçao kể từ ngày 4 tháng 11 năm 2013. Trước đó, bà phục vụ trong Hội đồng đảo Curaçao với tư cách là một phó Chủ tịch, bà đồng thời là Chủ tịch Estates của Hà Lan Antilles, và là Bộ trưởng Bộ Công tác và Xã hội của Hà Lan Antilles.

## Sự nghiệp chính trị
George-Wout là thành viên của quốc hội Partido MAN trong Hội đồng đảo Curaçao vào đầu những năm 1990. Là một chính trị gia của Đảng Antilles tái cấu trúc (PAR), bà là Chủ tịch Estates của Hà Lan Antilles từ năm 1994 đến 1998. Bà cũng từng là Bộ trưởng Bộ Công tác và Xã hội của Antilles Hà Lan cho cùng một đảng từ năm 1999 đến 2001.
Vào tháng 8 năm 2013, sự kế thừa của cựu Thống đốc Curaçao Frits Goedgedrag đã được thảo luận bởi liên minh cầm quyền của Curaçao. Hai yêu cầu đối với người kế vị nên là nữ và bà ấy có thể hoàn thành hai nhiệm kỳ sáu năm. Trong danh sách 10 ứng cử viên có thể, George-Wout được xem là ứng cử viên chính. Vào cuối tháng, danh sách đã giảm xuống còn ba ứng cử viên, bao gồm cả George-Wout.
Vào ngày 1 tháng 11 năm 2013 Ronald Plasterk, Bộ trưởng Bộ Quan hệ Nội vụ và Vương quốc Hà Lan, đã đề cử George-Wout trong Hội đồng Bộ trưởng Vương quốc Hà Lan, với nhiệm kỳ bắt đầu vào ngày 4 tháng 11 năm 2013. Bà được tuyên thệ nhậm chức bởi vua Willem-Alexander của Hà Lan cùng ngày, trở thành Thống đốc thứ hai của Curaçao. George-Wout đã chính thức tuyên thệ nhậm chức trong một phiên họp long trọng của Estates of Curaçao. Bằng cách gia nhập bộ máy của Thống đốc Curaçao George-Wout thay thế Frits Goedgedrag, người đã rời văn phòng vào tháng 11 năm 2012 vì vấn đề sức khỏe. Chức năng của ông đã được thực hiện tạm thời bằng cách thế vai Thống đốc Adèle van der Pluijm-Vrede.

## Cuộc sống cá nhân
Lucille George-Wout kết hôn với Herman George, cựu giám đốc hiệp hội xây dựng nhà FKP. Ngoài ra, ông còn là chủ tịch của một quỹ phát triển xã hội và hoạt động kinh tế.